# Magnetocardiogramma
Il magnetocardiogramma o magnetocardiografia (acronimo inglese MCG) è una tecnica per misurare i campi magnetici prodotti dall'attività elettrica del cuore utilizzando dispositivi estremamente sensibili come il dispositivo a interferenza quantistica superconduttore. Se il campo magnetico viene misurato usando un dispositivo multicanale, si ottiene una mappa del campo magnetico sul torace; da tale mappa, utilizzando algoritmi matematici che tengono conto della struttura di conduttività del petto, è possibile individuare la fonte dell'attività: ad esempio, possono essere localizzate le origini di ritmi anomali o aritmie usando questa metodica.

## Storia
Diversi autori fra cui Baule e McFee nel 1963, tentarono di visualizzare i segnali cardiaci, ma il sistema iniziale risultò molto rumoroso. Il successivo sviluppo fu di David Cohen, che usò una stanza schermata magneticamente per ridurre il rumore di fondo e una bobina più piccola con una migliore resa elettronica.  I segnali cardiaci risultarono meno rumorosi, permettendo di realizzare una mappa magnetica e di osservare le proprietà magnetiche e la sorgente del segnale. A causa del rumore fastidioso l'utilizzo del MCG era estremamente ridotto. La svolta arrivò con lo sviluppo del rivelatore sensibile chiamato SQUID di James Zimmerman. La combinazione di questo rivelatore e della nuova stanza schermata di Cohen al Massachusetts Institute of Technology, permise di vedere il segnale MCG come se fosse un l'elettrocardiogramma convenzionale.
La pubblicazione di questo risultato si considera il vero inizio della magnetocardiografia (oltre al biomagnetismo generalmente).
La magnetocardiografia viene utilizzata in vari laboratori e cliniche in tutto il mondo, sia per la ricerca sul normale cuore umano, sia per la diagnosi clinica applicata.